# Superaglomerado de Virgem
O Superaglomerado de Virgem, chamado também de Superaglomerado Local (SAL ou SL), é um superaglomerado de galáxias, que contém o Grupo Local e com ela, nossa galáxia, a Via Láctea. O superaglomerado contém cerca de 100 grupos e aglomerados de galáxias e é dominado pelo Aglomerado de Virgem, localizado próximo ao seu centro. O Grupo Local está localizado próximo à borda do Aglomerado de Virgem, para o qual é atraído.
O comprimento do Superaglomerado de Virgem é de aproximadamente 60 megaparsecs (200 milhões de anos-luz; em comparação, o Grupo Local tem 1 megaparsec de comprimento máximo). Este superaglomerado é um dos milhões de superaglomerados espalhados pelo Universo observável.
Devido ao efeito gravitacional que exerce sobre o movimento das galáxias, estima-se que a massa total do Superaglomerado de Virgem seja 1015 massas solares (2 × 1046 kg); veja ordens de magnitude para massa. Como sua luminosidade é muito pequena para um número tão grande de estrelas, acredita-se que uma quantidade considerável de sua massa seja composta de matéria escura.
Suspeita-se que, à medida que os aglomerados se agrupam em superaglomerados, os superaglomerados também se agrupam em complexos de superaglomerados ou filamentos galácticos ou grandes muralhas. O Superaglomerado Local (ou de Virgem) junto com o Superaglomerado Hidra-Centauro formam uma das cinco partes que compõem o Complexo de superaglomerados Peixes-Baleia.
O Superaglomerado de Virgem é atualmente considerado apenas um pequeno lóbulo do ainda maior Superaglomerado de Laniakea.
Uma anomalia gravitacional conhecida como Grande Atrator existe em algum lugar dentro do Superaglomerado Local.

## Acontecimentos
Começando com a primeira grande amostra de nebulosae publicada por William e John Herschel em 1863, sabia-se que há um excesso acentuado de campos nebulares na constelação Virgem, perto do norte pólo galáctico. Na década de 1950, o astrônomo franco-americano Gérard de Vaucouleurs foi o primeiro a argumentar que esse excesso representava uma estrutura semelhante a uma galáxia em grande escala, cunhando o termo "Supergaláxia Local" em 1953, que ele mudou para "Superaglomerado Local" (SAL) em 1958. Harlow Shapley, em seu livro de 1959 Of Stars and Men, sugeriu o termo Metagálaxia.
Houve debates durante as décadas de 1960 e 1970 sobre se o Superaglomerado Local (SAL) era na verdade uma estrutura ou um alinhamento casual de galáxias.
O problema foi resolvido com grandes pesquisas de desvio para o vermelho do final da década de 1970 e início da década de 1980, que mostraram de forma convincente a concentração achatada de galáxias ao longo do plano supergaláctico.

## Estrutura
Em 1982, R. Brent Tully apresentou as conclusões de sua pesquisa sobre a estrutura básica do SL. Ele consiste em dois componentes: um disco consideravelmente achatado contendo dois terços das galáxias luminosas do superaglomerado, e um halo aproximadamente esférico contendo o terço restante.
O disco em si é um elipsoide fino (~1 Mpc) com uma relação eixo longo/eixo curto de pelo menos 6 para 1, e possivelmente tão alta quanto 9 para 1.
Dados divulgados em junho de 2003 do 2dF Galaxy Redshift Survey de 5 anos permitiram que os astrônomos comparassem o LS a outros superaglomerados. O LS representa um superaglomerado típico pobre (isto é, sem um núcleo de alta densidade) de tamanho bastante pequeno. Ele tem um rico aglomerado de galáxias no centro, cercado por filamentos de galáxias e grupos pobres.
O Grupo Local está localizado na periferia do SL em um pequeno filamento que se estende do Aglomerado Fornax ao Aglomerado de Virgem. O volume do Superaglomerado de Virgem é aproximadamente 7.000 vezes maior que o do Grupo Local, ou 100 bilhões de vezes maior que a da Via Láctea.

## Distribuição de galáxias
A densidade numérica de galáxias no SL cai com o quadrado da distância de seu centro perto do Aglomerado de Virgem, sugerindo que este aglomerado não está localizado aleatoriamente. No geral, a grande maioria das galáxias luminosas (menores que a magnitude absoluta −13) está concentrada em um pequeno número de nuvens (aglomerados de galáxias). Noventa e oito por cento podem ser encontrados nas seguintes 11 nuvens, dadas em ordem decrescente de número de galáxias luminosas: Canes Venatici, Aglomerado de Virgem, Virgem II (extensão sul), Leo II, Virgem III, Crater (NGC 3672), Leo I, Leo Minor (NGC 2841), Draco (NGC 5907), Antlia (NGC 2997) e NGC 5643.
Das galáxias luminosas localizadas no disco, um terço está no Aglomerado de Virgem. O restante é encontrado na Nuvem Canes Venatici e na Nuvem Virgem II, além do insignificante Grupo NGC 5643.
As galáxias luminosas no halo estão concentradas em um pequeno número de nuvens (94% em 7 nuvens). Esta distribuição indica que "a maior parte do volume do plano supergaláctico é um grande vazio". Uma analogia útil que corresponde à distribuição observada é a das bolhas de sabão. Aglomerados e superaglomerados achatados são encontrados na intersecção de bolhas, que são grandes vazios aproximadamente esféricos (na ordem de 20–60 Mpc de diâmetro) no espaço. Estruturas filamentosas longas parecem predominar. Um exemplo disso é o Superaglomerado Hidra-Centauro, o superaglomerado mais próximo do Superaglomerado de Virgem, que começa a uma distância de aproximadamente 30 Mpc e se estende até 60 Mpc.